# Очко (игра)

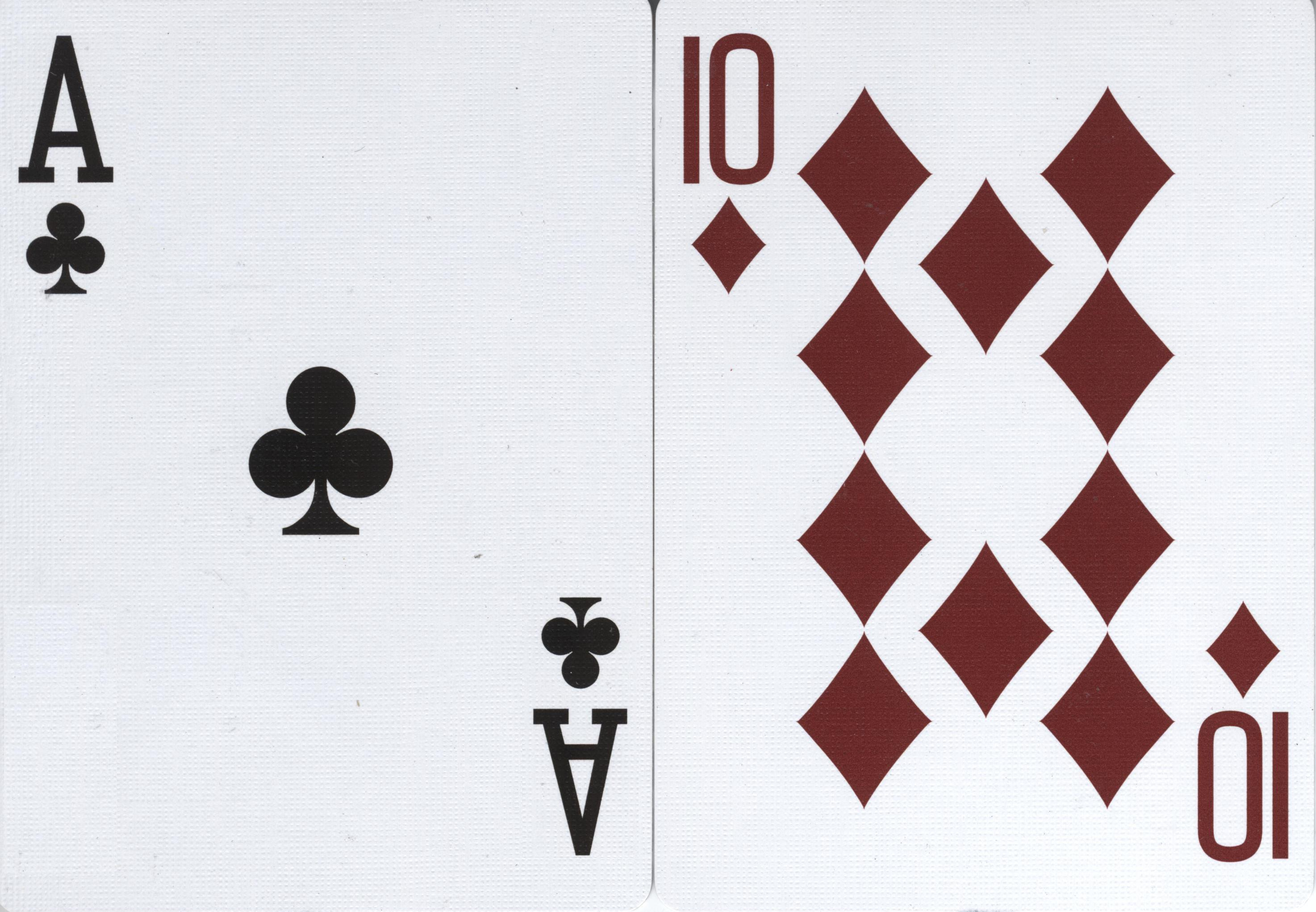
Пример выигрышной комбинации в игре в очко: туз и 10

Очко, также называемое двадцать одно очко, или просто двадцать одно (21) — русский вариант карточной игры, известной во многих странах.
Эта игра похожа на вариант игры блек-джек, в который возможно играть стандартной советской колодой (36 карт) вместо полной стандартной колоды (52 карты), так как в те времена была распространена колода из 36 карт, а колоды из 52 и 54 карт были редкостью.
В отличие от блек-джека, значения карт J (валет), Q (дама) и K (король) не 10, а 2, 3 и 4 соответственно, чем частично восполняется отсутствие карт от двойки до пятёрки. Но, так как количество карт, имеющих значение 10, существенно меньше, чем в блек-джеке, то игровой баланс сильно отличается. Также карта с числовым значением 9 может быть равна нулю. 

## Правила
Сдатчик (банкир) определяется жребием, далее сдают по очереди. Стоимость карт в очках: туз — 11 или 1 очков, карты с числовой нагрузкой равны значению на изображении, карты с картинками равны: король — 4, дама — 3, валет — 2.  
Колода тщательно тасуется, снимает игрок слева от банкира. Банкир объявляет сумму: «В банке 10 рублей», можно ставить в банк любую сумму. Далее каждому игроку сдается по одной карте в закрытом виде, последнюю карту банкир сдает себе и вскрывает, показывая всем. Нижнюю карту оставшейся колоды банкир открывает и кладет её поверх колоды картинкой вверх. Игрок, который получил карту, отказаться от игры не может, он должен разыграть банк, а только затем выйти из игры. Первый ход принадлежит игроку слева от банкира. Игрок называет ставку, на которую он хочет сыграть в данном туре, но которая не превышает сумму денег, которые находятся в банке. Например в банке 10 рублей. Игрок говорит: «Иду на 5 рублей» и просит одну карту у банкира. Если игроку не хватает очков, чтобы набрать 21 очко, то он просит ещё карту. Игрок, который набирает 21 очко, сразу заявляет об этом и забирает из банка свой выигрыш. Если игрок набрал более 21 очка, то он обязан показать свои карты и заплатить долг в банк (за сокрытие перебора игрок платит вдвойне). Банкир последним заявляет на что он идет и после чего все игроки открывают свои карты. Игрок, который набирает больше всего очков, выигрывает. Если число очков одинаковое, то ставки, сделанные игроками, возвращаются им обратно. Игрок, который проиграл, кладет в банк свой проигрыш и игра продолжается. Отыгранные карты после каждого игрока, банкир кладёт сверху колоды рубашкой вверх, далее берёт себе снизу карту и продолжает игру со следующим игроком. Если банк сорван кем-то из игроков, то карты для банкования передаются следующему игроку слева.
Существуют правила, которые игроки используют по предварительной договорённости — например, добор карты втемную: если игрок набрал 17 очков и для выигрыша их мало, то он просит у банкира одну карту, но не смотрит её. В таком случае, если у игрока перебор, то он проиграл, но не вдвойне. За перебор очков втемную игрока не штрафуют.
Банк собирается до «стука». Стуком называется сумма денег втрое превышающей ставку банкира. В нашем случае банкир набрал 30 рублей и объявляет стук. При стуке каждый игрок может заявить любую сумму денег (не выше банка), если выиграет, то забирает, если проиграет, то добавляет. После окончания последнего тура при стуке, все деньги, которые остались, банкир забирает себе или «пролетает». Но в любом случае банкир более 30 рублей не проигрывает.
Правила могут колебаться, и нередко обсуждаются участниками до начала игры. Чаще всего отклонения касаются порядка раздачи карт и порядка окончания раунда игры (очко выигрывает сразу — или после того, как всем розданы карты).
Банкир, набрав 17 очков и выше, не имеет права взять ещё карту, даже если видит, что понтер набрал больше. Комбинация, составляющая 17 очков (так называемая казна), нежелательна для банкира, но к проигрышу она приводит гораздо реже, чем перебор. При 16 и ниже, он напротив, не имеет права остановиться (в некоторых случаях при 15 и ниже; при 16 — он может решать по усмотрению), даже если видит, что понтер набрал меньше очков.

### Особые комбинации (по договорённости)
- «Натуральное» очко — 21 очко на двух картах, то есть туз и десять.
- «Золотое» очко, (Город, Вечерняя Москва, Два лба) — два туза; выигрывают немедленно у любой комбинации, даже у 21-го. Могут также трактоваться как самый мелкий перебор — 22 очка или же просто 12 очков, при «мягком» тузе.
- Две «одноглазых» карты — любые две карты в стартовой руке из следующих: король бубен, дама пик, валет бубен (зависит от типа колоды и карты могут меняться, но «одноглазых» карт (т.е. валетов, дам и королей, изображённых в профиль), в колоде не может быть больше четырёх). Считается старше, чем Золотое очко (если таковых карт в колоде три или меньше).
- Пять картинок — независимо от стоимости, засчитываются как 21 очко. Самый маленький по стоимости — 11 очков (4 валета и дама); самый крупный — 19 (4 короля и дама).
- 678 или 777 — могут выплачиваться бонусные выигрыши.

## В культуре
- В романе «Эра милосердия» и снятом по его сюжету телесериале «Место встречи изменить нельзя»: важное вещественное доказательство по делу об убийстве, позволившее детективам выйти на самого убийцу, оказывается проигранным преступником именно в эту игру.
- В романе чешского писателя Ярослава Гашека «Похождения бравого солдата Швейка». Например, фельдкурат Отто Кац проиграл в очко своего денщика, бравого солдата Йозефа Швейка[5]. В первый раз фельдкурат проиграл всё, и попросил в долг у обер-лейтенанта Лукаша, предложив денщика Швейка и описав его как фигуру «non plus ultra», и получил 100 крон (проиграл и их)[5]. Дома фельдкурат одолжил сто крон у Швейка, вернулся к Лукашу, и проиграл и эти сто крон (итого 200 крон)[5]. Бравый солдат Швейк стал утешать фельдкурата, и рассказал фельдкурату историю о том, как жестянщик Вейвода, выиграл в карты. Жестянщику везло так, что он уже не хотел играть, но словно назло, преуспел, выиграв около полумиллиарда крон в «двадцать одно». Жестянщик сошёл с ума[5]. Тем не менее, через день Швейк отправился на службу к обер-лейтенанту Лукашу[5].
- В романе «Три товарища» Эриха Марии Ремарка Роберт Локамп играет с хозяином «Интернационаля», обсуждая беспорядки, происходящие на улицах.
- В песне Владимирский централ (Но не очко, обычно, губит, А к одиннадцати — туз)[6]. В наиболее известном переводе песни на иврит очко заменено на покер (буквальный обратный перевод: «Как без дамы флеш-рояль»).
- В песнях Владимира Высоцкого «Помню, я однажды и в очко, и в штос играл…», «Мы сыграли с Талем десять партий в преферанс, в очко и на бильярде, Таль сказал — такой не подведёт».
- В песне группы Хлеб «21» говорится об игре в очко.
- В первом сезоне сериала «Динозавр» также присутствует сцена игры в очко в поезде с участием двух иностранцев.
- В последней серии сериала «Фарца» главный герой играет в очко с агентом КГБ.
- В песне группы Каспийский груз «В сырую», «…Кому-то двадцать один, кто-то в двадцать одно…».
- В игре My Summer Car есть финский вариант игры в очко.
- В игре Resident Evil 7 после прохождения основной истории появляется дополнительный эпизод «21», в которой как раз предстоит сыграть в очко.
- В фильме «О бедном гусаре замолвите слово» заключенный Бубенцов (Леонов) играет с тюремщиком Степаном (Павлов) в очко на списание ударов плетью.
- В фильме «Холодное лето пятьдесят третьего» уголовники играют в очко на пиджак.
- В фильме «Не бойся, я с тобой!» уголовник в тюрьме проиграл в очко золотой зуб Сан Саныча.
- В фильме «Человек Дождя» (англ. Rain Man) — режиссера  Барри Левинсона , также используется игра Блэк-Джэк (21 очко) в итоге —Чарльз посчитал полезным умения Рэймонда считать карты в уме.
- В криминальном романе «Грабитель с детским зонтиком», вторая глава. Николай играет в очко с начальником обувного цеха и, проигрывает ему крупную сумму.
- В повести Г. Белых и Л. Пантелеева  «Республика ШКИД».
- В сериале «Штрафбат» (2006) в 5-й серии штрафник Леха Стира (в исполнении Александра Баширова) играет с пленным немцем-языком именно в эту игру. Немец, вероятно, знает правила из-за схожести с блек-джеком.